# Добробут тварин
Добро́бут твари́н (англ. Animal welfare) — тема, що вперше постала в протоколі до Амстердамського договору 1997.
Протокол «Про захист і добробут тварин» запроваджує нові засади діяльності ЄС у цій сфері. Він визнає тварин істотами, що мають відчуття, і зобов'язує європейські інституції, розробляючи та реалізуючи політику Спільноти, дбати про їхній добробут.
Законодавство регулює питання добробуту тварин у трьох сферах: вирощування, перевезення та забій тварин. Головний принцип полягає в тому, щоб не завдавати тваринам жодних зайвих страждань. До загальної стратегії харчової безпеки включена вимога зважати на добробут тварин і в інших галузях політики (сільське господарство, транспорт, внутрішній ринок і дослідницька діяльність).
Співпрацюючи з відповідними владними структурами країн-членів, Інспекція в галузі харчових продуктів та ветеринарії наглядає за дотриманням законів Спільноти.
Добробут тварин (animal welfare) — це комплексний термін який дає нам розуміння стану тварини в цей час. Говорячи про добробут тварин ми намагаємося оцінити стан тварини з позиції самої тварини. Добробут тварин має відношення до багатьох чинників.
«Ми повинні визначити добробут таким чином, щоб це можна було легко пов'язати із такими поняттями як: потреби, свобода, щастя, пристосування, контроль, передбачуваність, відчуття, страждання, біль, хвилювання, страх, нудьга, стрес і здоров'я»(D.Broom).
Визначення добробуту тварин є комплексним і може трактуватися з трьох точок зору. Перше визначення має відношення до фізичного стану тварини (гомеостаз). Друге визначення виділяє психічний стан тварини (відчуття). І нарешті третє визначення, трактує добробут з позиції природності (телос). Вчені, які займаються проблемами добробуту схильні виражати різні точки зору стосовно того, що є важливішим у визначенні добробуту тварин.
1.Фізичний стан
«Добробут характеризує стан тварини в її спробах пристосуватися до власного середовища існування.» (Fraser & Broom, 1990)
«Я вважаю, що тварина знаходиться в поганому з погляду добробуту стані тільки в тому випадку, якщо фізіологічні системи порушені до такої степені, що під загрозу поставлено виживання і репродукція.» (McGlone, 1993)
2.Психічний (ментальний) стан
«…ні здоров'я, ні відсутність стресів, ні фізична відповідність нормам не можуть розглядатися як обов'язкові й/або достатні підстави для того, щоб визначити, що тварина має хороший добробут. Добробут залежить від того, що тварина відчуває.» (Duncan, 1993)
3.Природність
«Під добробутом ми повинні розуміти не тільки позбавлення тварини болю і страждань, але й усіляке сприяння їй в прояві власної «тваринної» природи, яку я називаю "телос".» (Rollin, 1993).